# Niwatthamrong Boonsongpaisan
Niwatthamrong Boonsongpaisan, in thai, นิวัฒน์ธำรง บุญทรงไพศาล (25 gennaio 1948), è un dirigente d'azienda e politico thailandese.
È stato per soli 15 giorni primo ministro della Thailandia ad interim, ed è stato rimosso con il colpo di Stato militare del 22 maggio 2014.
Era stato in precedenza ministro del Commercio e vice-primo ministro nel governo di Yingluck Shinawatra, deposta il 7 maggio 2014 dalla Corte Costituzionale e da lui sostituita nell'incarico.

## Biografia
Niwatthamrong si laureò in Scienze dell'Educazione all'Università Srinakharinwirot ed ottenne un master degree in Informatica all'Università Chulalongkorn di Bangkok. Entrato nel mondo degli affari, divenne collaboratore dell'imprenditore e magnate Thaksin Shinawatra, che dal 1993 gli affidò incarichi dirigenziali nella propria azienda Shinawatra Computers, diventata il gruppo Shin Corporation a partire dal 1995. Nel 1994 Thaksin entrò in politica, nel 1998 fondò il proprio partito populista Thai Rak Thai e nel gennaio del 2001 vinse le elezioni, ponendosi a capo di un governo di coalizione.
Nel 2000, il gruppo Shin Corporation di Thaksin acquisì l'emittente televisiva thailandese iTV, e a Boonsongpaisan fu affidata la carica di vicepresidente del comitato esecutivo aziendale dal 2001 al 2002, quando fu promosso presidente. Sempre nel 2001 divenne direttore della Shin Corporation, incarico che mantenne fino al marzo 2006, dopo che la Shin era stata venduta. In quel periodo si acuirono i conflitti tra i conservatori e Thaksin, che ad aprile lasciò temporaneamente l'esecutivo. La situazione precipitò con il colpo di Stato militare del settembre 2006, che estromise definitivamente il magnate dalle cariche pubbliche e lo costrinse all'esilio.

### Carriera politica

#### Premesse
Negli anni successivi si radicalizzò la contrapposizione tra i conservatori ed i simpatizzanti di Thaksin, molti dei quali confluirono nelle Camicie Rosse del neonato Fronte Unito per la Democrazia contro la Dittatura. La democrazia tornò con le elezioni del dicembre 2007, vinte dagli alleati di Thaksin del Partito del Potere Popolare (PPP). Primo ministro fu nominato Samak Sundaravej, che dopo pochi mesi venne destituito dalla Corte Costituzionale per conflitto d'interessi e sostituito da Somchai Wongsawat, cognato di Thaksin, che dopo soli due mesi fu a sua volta deposto dalla Corte Costituzionale con l'accusa di brogli elettorali commessi dal PPP. Il partito fu disciolto e i suoi membri inibiti a ricoprire cariche pubbliche per 5 anni. La legislatura con il governo del PPP fu accompagnata da crescenti proteste dei conservatori, che arrivarono ad occupare il Parlamento e l'aeroporto Suvarnabhumi, il principale scalo del Paese.
Il governo fu affidato senza elezioni a Abhisit Vejjajiva del conservatore Partito Democratico, e questo evento fu duramente contestato dalla fazione pro-Shinawatra. I ripetuti scontri politici e di piazza culminarono nella crisi della primavera del 2010, quando le dure manifestazioni pro-Thaksin furono represse con la forza dall'esercito e il bilancio finale degli scontri fu di 90 morti e 2.000 feriti.

#### Entrata in politica
Nel luglio 2011 si tennero le elezioni e furono vinte nettamente da Yingluck Shinawatra, sorella di Thaksin e candidata del neonato partito Pheu Thai, che formò un governo di coalizione. Niwatthamrong fece il suo ingresso nell'esecutivo con il rimpasto di governo del 18 gennaio 2012, nominato ministro dell'Ufficio del primo ministro. L'opposizione dei conservatori fu inizialmente moderata. Il governo ebbe riconoscimenti positivi per il modo in cui furono gestite le inondazioni che afflissero il Paese alla fine del 2011, le peggiori dall'inizio degli anni sessanta del Novecento.
Gravi critiche furono invece mosse al governo per la gestione del programma che garantiva agli agricoltori un prezzo minimo sulla vendita del riso. Il crollo dei prezzi del mercato del riso provocò ingenti perdite allo Stato; il partito fu accusato di aver intrapreso un'ennesima politica populista al fine di prendere voti e allo stesso tempo di far arricchire intermediari legati agli Shinawatra. Niwatthamrong fu direttamente coinvolto nello scandalo quando, nel rimpasto dell'estate 2013, gli venne affidato il dicastero del Commercio, dopo che il precedente ministro non era riuscito a trovare una soluzione al problema. In tale incombenza si trovò a fronteggiare gli agricoltori che non erano stati pagati e a reperire i fondi in un periodo di crisi. In relazione a tali fatti, la responsabilità di malgoverno fu addossata a Yingluck, contro la quale venne aperto un procedimento dalla Commissione anti-corruzione. Niwatthamrong non fu incriminato e testimoniò in favore della premier.

#### Manifestazioni anti-governative del 2013-2014
Nel frattempo la crisi politica thailandese si riacutizzò con le manifestazioni anti-governative di Bangkok di fine 2013-inizio 2014. Tali manifestazioni ebbero origine nell'ottobre 2013 da una proposta di legge presentata dal governo, che prevedeva un'amnistia per i reati connessi alla crisi politica tra il 2006 e il 2011, di cui avrebbe usufruito anche Thaksin. Contestando la proposta, i conservatori hanno innescato una serie di grandi manifestazioni, paralizzando per lungo tempo buona parte della capitale e determinando la caduta dell'esecutivo di Yingluck, che ha dissolto il Parlamento in dicembre e ha continuato a governare ad interim in attesa di nuove elezioni.
Le elezioni furono fissate per il 2 febbraio 2014, ma vennero boicottate dall'opposizione che presidiò i seggi elettorali per impedire di votare. I conservatori hanno chiesto che alla famiglia Shinawatra venga preclusa la possibilità di controllare il governo con una legge elettorale, senza la quale quasi sicuramente i partiti vicini agli Shinawatra vincerebbero, come è successo in tutte le consultazioni a partire da quella del 2001.

#### Nomina a primo ministro provvisorio
Dopo sette mesi di dure proteste, che chiedevano le sue dimissioni perché rappresentava gli interessi del deposto fratello, nel maggio del 2014 Yingluck è stata destituita con una sentenza della Corte Costituzionale, come era successo ai suoi predecessori Samak Sundaravej e Somchai Wongsawat. È stata riconosciuta colpevole di "abuso del potere politico a fini personali", per aver rimosso dall'incarico nel 2011 l'ex capo del Consiglio di sicurezza nazionale ed averlo sostituito con un proprio parente. Con tale sentenza sono stati destituiti anche tutti gli altri ministri in carica quando successe il fatto.
Il nuovo esecutivo provvisorio è stato formato con altri politici della coalizione che era al governo, non implicati nella rimozione dell'ufficiale nel 2011, e primo ministro ad interim è stato nominato Niwatthamrong Boonsongphaisan, incaricato di guidare il Paese verso nuove elezioni. I dimostranti anti-governativi hanno proseguito a protestare e a chiedere al senato di proclamare un nuovo governo che prepari una nuova legge elettorale. Anche le Camicie Rosse si sono riunite in massa nei pressi della capitale in supporto del governo e si è temuto che la vicinanza tra i due schieramenti potesse portare a una guerra civile.

### Colpo di Stato e destituzione
Con l'acutizzarsi della tensione, il 20 maggio 2014 i militari del neonato Consiglio nazionale per la pace e per l'ordine, capeggiato dal comandante in capo dell'esercito Prayuth Chan-ocha, hanno proclamato una legge marziale ed il 22 successivo hanno effettuato un colpo di Stato, il dodicesimo da quando è stata concessa la Costituzione nel 1932. Il governo ad interim è stato sciolto, la Costituzione (imposta nel 2007 dall'esercito) è stata soppressa, è entrato in vigore il coprifuoco sul territorio nazionale dalle 22 alle 5 e i dimostranti di entrambi gli schieramenti sono stati dispersi. I provvedimenti sono stati presi dopo che, a partire dall'inizio delle proteste in novembre, 28 persone avevano perso la vita e 700 erano state ferite in scontri e attentati collegati alle proteste.
La mattina del 23 maggio, Prayuth Chan-ocha si è auto-proclamato primo ministro ad interim della Thailandia ed ha convocato 23 leader politici nazionali nonché 114 esponenti delle dimostrazioni dei mesi precedenti. All'incontro ha partecipato Yingluck, che è stata tratta in arresto assieme ad alcuni familiari e a molti dei politici ed attivisti presenti, dopo che era stato loro notificato il divieto di lasciare il Paese. Si è ipotizzato che anche Niwatthamrong sia stato arrestato.